# Afghanit
Afghanit ist ein selten vorkommendes Mineral aus der Mineralklasse der „Silikate und Germanate“ mit der chemischen Zusammensetzung (Na,K)22Ca10(Si24Al24)O96(SO4)6Cl6. Die in den runden Klammern angegebenen Elemente Natrium und Kalium können sich dabei in der Formel jeweils gegenseitig vertreten (Substitution, Diadochie), stehen jedoch immer im selben Mengenverhältnis zu den anderen Bestandteilen des Minerals. Chemisch gesehen ist Afghanit damit ein Natrium-Kalium-Calcium-Alumosilikat mit zusätzlichen Chlor- und Sulfat- ([SO4]2−) Anionen. Strukturell gehört er zu den Gerüstsilikaten.
Afghanit kristallisiert im trigonalen Kristallsystem und entwickelt meist durchsichtige, dick- bis dünntafelige oder leistenförmige Kristalle mit glasähnlichem Glanz. Er findet sich aber auch in Form abgerundeter Körner. Seine Farbe variiert zwischen Hell- und Dunkelblau, in dünnen Schichten ist er allerdings farblos.

## Etymologie und Geschichte

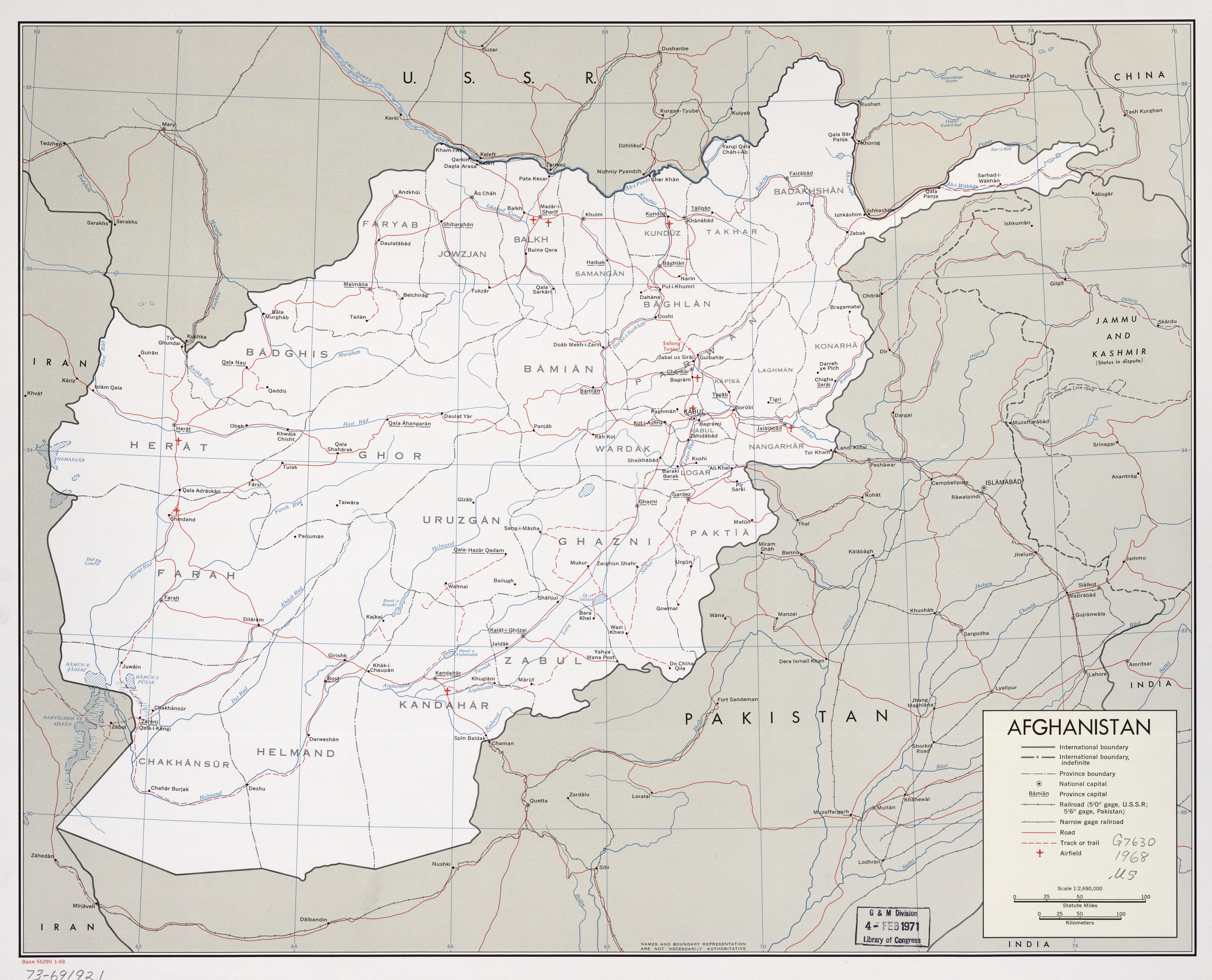
Afghanistan 1968

Erstmals entdeckt wurde Afghanit in der bereits seit der Antike bekannten Lapislazuli-Lagerstätte Ladjuar Medam nahe Sar-e-Sang in Afghanistan. Die Analyse und Erstbeschreibung erfolgte durch Pierre Bariand (* 1933), Fabien Cesbron und Roger Giraud, die das Mineral nach dessen Fundland Afghanistan benannten.
Bariand, Cesbron und Giraud sandten ihre Untersuchungsergebnisse und den gewählten Namen 1967 zur Prüfung an die International Mineralogical Association (interne Eingangsnummer der IMA: 1967-041), die den Afghanit als eigenständige Mineralart anerkannte. Die Erstbeschreibung wurde im darauf folgenden Jahr im französischen Fachmagazin Bulletin de la Société Française de Minéralogie et de Cristallographie publiziert.
Die seit 2021 ebenfalls von der IMA/CNMNC anerkannte Kurzbezeichnung (auch Mineral-Symbol) von Afghanit lautet „Afg“.
Das Typmaterial des Minerals wird im Mineralogisch-Kristallographischen Labor der Universität Pierre und Marie Curie und der Mines ParisTech (auch École nationale supérieure des mines, ENSM) in Paris (Katalog-Nummer 50649) sowie im Natural History Museum in London (Katalog-Nummer BM 1969,72) aufbewahrt.

## Klassifikation
In der veralteten 8. Auflage der Mineralsystematik nach Strunz gehörte der Afghanit zur Mineralklasse der „Silikate“ und dort zur Abteilung „Gerüstsilikate (Tektosilikate)“, wo er gemeinsam mit Cancrinit, Davyn, Mikrosommit, Vishnevit und Wenkit in der „Cancrinit-Reihe“ mit der Systemnummer VIII/F.05 steht.
In der zuletzt 2018 überarbeiteten Lapis-Systematik nach Stefan Weiß, die formal auf der alten Systematik von Karl Hugo Strunz in der 8. Auflage basiert, erhielt das Mineral die System- und Mineralnummer VIII/J.09-050. Dies entspricht ebenfalls der Abteilung „Gerüstsilikate“, wo Afghanit zusammen mit Alloriit, Balliranoit, Biachellait, Bystrit, Cancrinit, Cancrisilit, Carbobystrit, Davyn, Depmeierit, Fantappièit, Farneseit, Franzinit, Giuseppettit, Hydroxycancrinit, Kircherit, Kyanoxalith, Liottit, Marinellit, Mikrosommit, Pitiglianoit, Quadridavyn, Sacrofanit, Tounkit, Vishnevit und Wenkit die „Cancrinitgruppe“ mit der Systemnummer VIII/J.09 bildet.
Die von der IMA zuletzt 2009 aktualisierte 9. Auflage der Strunz’schen Mineralsystematik ordnet den Afghanit in die bereits feiner unterteilte Abteilung „Gerüstsilikate (Tektosilikate) ohne zeolithisches H2O“ ein. Diese ist zudem weiter unterteilt nach der möglichen Anwesenheit zusätzlicher Anionen, so dass das Mineral entsprechend seiner Zusammensetzung in der Unterabteilung „Gerüstsilikate (Tektosilikate) mit zusätzlichen Anionen“ zu finden ist, wo es zusammen mit Alloriit, Balliranoit, Biachellait, Bystrit, Cancrinit, Cancrisilit, Davyn, Fantappièit, Farneseit, Franzinit, Giuseppettit, Hydroxycancrinit, Kyanoxalith, Liottit, Marinellit, Mikrosommit, Pitiglianoit, Quadridavyn, Sacrofanit, Tounkit und Vishnevit die „Cancrinitgruppe“ mit der Systemnummer 9.FB.05 bildet.
In der vorwiegend im englischen Sprachraum gebräuchlichen Systematik der Minerale nach Dana hat Afghanit die System- und Mineralnummer 76.02.05.01. Auch dies entspricht der Klasse der „Silikate“ und dort der Abteilung „Gerüstsilikate: Al-Si-Gitter“. Hier findet er sich innerhalb der Unterabteilung „Gerüstsilikate: Al-Si-Gitter, Feldspatvertreter und verwandte Arten“ in der „Cancrinitgruppe“, in der auch Bystrit, Cancrinit, Cancrisilit, Davyn, Franzinit, Giuseppettit, Hydroxycancrinit, Liottit, Mikrosommit, Pitiglianoit, Quadridavyn, Sacrofanit, Tounkit, Vishnevit, Wenkit, Marinellit, Farneseit, Alloriit, Biachellait, Fantappièit, Kyanoxalith und Balliranoit eingeordnet sind.

## Kristallstruktur
Für eine abweichende Zusammensetzung von Afghanit mit der Formel (Na,K,Ca)6Ca2[(SO4,CO3)2|(Cl,OH)2|(Al,SiO4)6]·nH2O wurde eine trigonale Kristallstruktur in der Raumgruppe P31c (Raumgruppen-Nr. 163) mit den Gitterparametern a = 12,77 Å und c = 21,35 Å sowie vier Formeleinheiten pro Elementarzelle ermittelt.

## Bildung und Fundorte

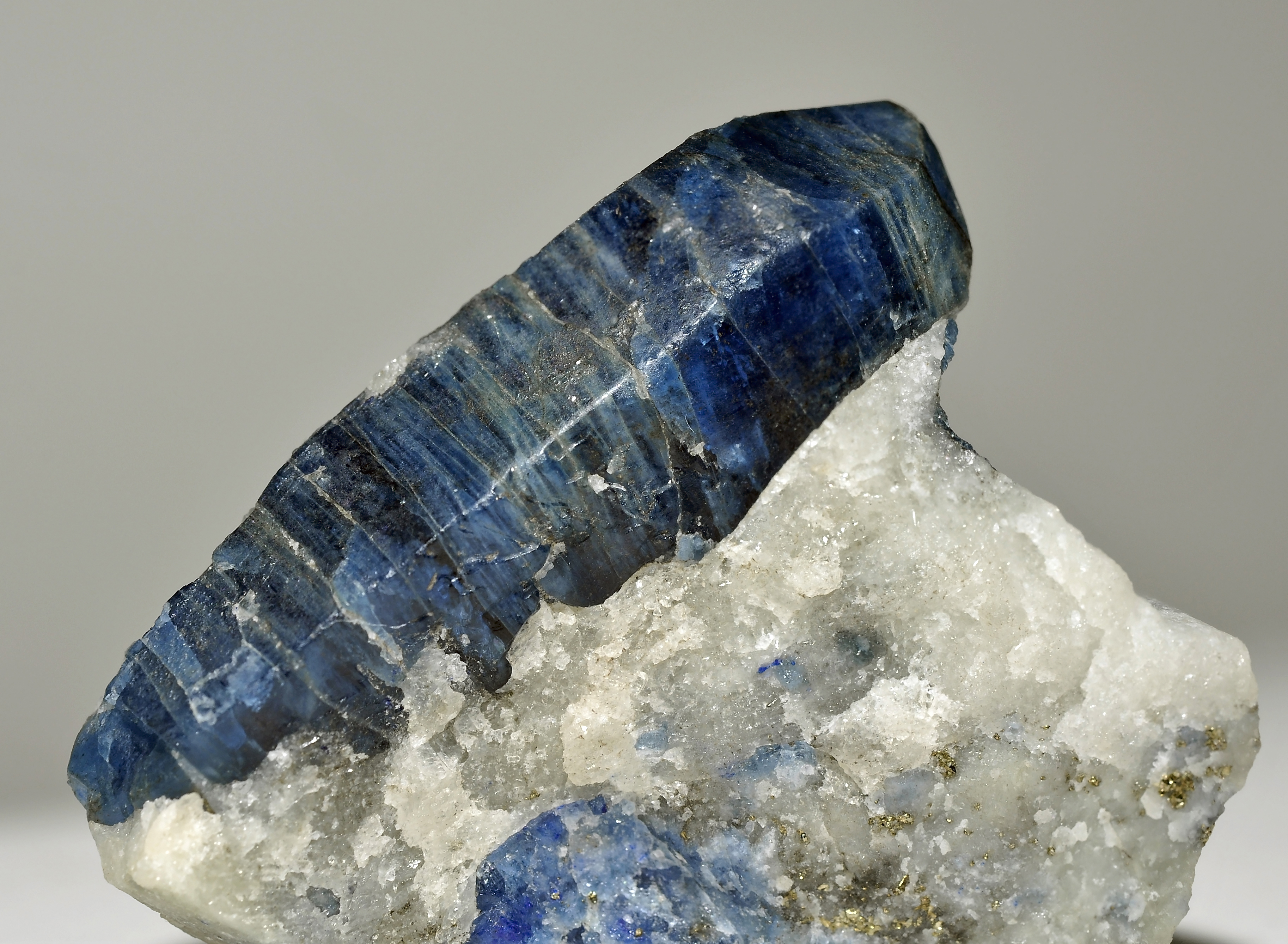
Afghanitkristall auf Calcit aus Sar-e-Sang, Afghanistan (Größe: 35 mm)

An seiner Typlokalität Sar-e-Sang fand sich Afghanit in Form dünner Äderchen innerhalb der dort ebenfalls entdeckten Lasurit-Kristalle. Neben Lasurit treten unter anderem noch Calcit, Diopsid, Nephelin, Olivin, Phlogopit, Pyrit, Sodalith und Vesuvianit auf. Außer in Sar-e-Sang trat das Mineral in Afghanistan bisher nur noch bei Robate Payan im Distrikt Kuran va Munjan, in dem auch Sar-e-Sang liegt.
Als seltene Mineralbildung konnte Afghanit nur an wenigen Fundorten nachgewiesen werden, wobei weltweit bisher rund 20 Vorkommen dokumentiert sind.
Der bisher einzige bekannte Fundort in Deutschland ist der Ettringer Bellerberg bei Ettringen in der Eifel in Rheinland-Pfalz.
Weitere Fundorte sind unter anderem der Monte Somma, Pitigliano sowie mehrere Fundpunkte in den Provinzen Rom und Viterbo in Italien; Kimmirut in Kanada; das Malaya-Bystraya-Flusstal im Rajon Sljudjanka nahe dem Baikalsee in Russland; die Lasuritlagerstätte am Fluss Lyadzhvardara im Pamirgebirge in Tadschikistan und die „Edwards Mine“ bei „Edwards“ im St. Lawrence County (New York) in den USA.